# Coquillettomyia karilensis
Coquillettomyia karilensis är en tvåvingeart som beskrevs av Boris Mamaev 1998. Coquillettomyia karilensis ingår i släktet Coquillettomyia och familjen gallmyggor. Inga underarter finns listade i Catalogue of Life.